# Verbania Calcio
L'A.S.D. Verbania Calcio, meglio nota come Verbania, è una società calcistica italiana con sede nella città di Verbania.
Milita in Eccellenza Piemonte-Valle d'Aosta, quinto livello del campionato italiano di calcio.
Costituita nel 2016 previa ridenominazione della Virtus Verbania (a sua volta erede della Virtus Cusio, fondata nel 1991 a San Maurizio d'Opaglio), si propone quale continuatrice de facto della tradizione sportiva iniziata nel 1959 con la fusione dei club Verbania Sportiva e Società Sportiva Libertas Pallanza e interrottasi nel 2016 con la cessazione di attività della Società Sportiva Dilettantistica Verbania Calcio 1959.
Dopo un'iniziale coesistenza con un altro club proclamatosi erede della summenzionata tradizione, dal 2018 (previa cessazione di detta società e disaffiliazione del quiescente Verbania 1959) è il solo sodalizio a rivendicare continuità con l'identità "biancocerchiata" (soprannome derivante dal peculiare stile della divisa interna).
Dal punto di vista storico, il Verbania vanta quali maggiori successi sette partecipazioni consecutive al campionato di Serie C tra il 1966 e il 1973 (ove il miglior risultato è costituito dal quinto posto nel girone A nella stagione 1967-1968). Nel palmarès annovera inoltre tre trofei, tutti ottenuti a livello dilettantistico: una Coppa Italia di Promozione Piemonte-Valle d'Aosta, una di Eccellenza e una Supercoppa regionale.

## Storia

### Prodromi e fondazione
I dirigenti della Libertas Pallanza e della Verbania Sportiva iniziano le trattative il 24 aprile del 1959 e gli incontri vanno avanti per qualche mese. Il 24 maggio viene disputata la Coppa “Città di Verbania” tra Verbania e Libertas Pallanza: è l'ultima partita con le due squadre divise (vince il Verbania 4-1). Poi l'11 luglio 1959, finalmente si raggiunge l'accordo e ufficialmente nasce il “Verbania unico”: presidente del consiglio di amministrazione diventa Gianni Meierhofer (dal Verbania), presidente tecnico organizzativo è Remo Cova (dalla Libertas) il direttore sportivo è Carletto Pedroli. La sede sociale viene fissata al Caffè Teatro di Intra di proprietà della famiglia Borroni, il campo di gioco è lo stadio dei Pini mentre a Pallanza viene dirottato il settore giovanile curato da Piero Martinelli e “Cecco” Bertolotti.
Sebbene il 1959 segni dunque l’anno di avvio della storia del Verbania come unica squadra cittadina, non tutte le fonti concordano sul valore da attribuire a tale evento. Alcune (stante il netto cambio di colori, denominazione e simbologia) lo considerano una vera e propria fondazione societaria ex-novo. Altre invece lo derubricano a semplice passaggio nella storia del Verbania Sportiva (fino ad allora la squadra cittadina di maggior prestigio): a detta di queste ultime posizioni l’incorporazione della Libertas Pallanza non costituirebbe un punto di cesura e la tradizione sportiva del club andrebbe pertanto fatta risalire al 1945, oppure (non considerando l'interruzione dell'attività durante la seconda guerra mondiale) addirittura al 1932.

### Gli anni sessanta
Il Verbania inizia la sua avventura dalla Prima Categoria piemontese (all'epoca V livello del Campionato italiano), nella stagione 1959-1960, dimostrandosi subito una squadra competitiva, concludendo il campionato al 4º posto (38 punti in 28 partite). Nelle quattro stagioni successive il Verbania dimostrerà grande costanza dominando il proprio girone di campionato con 2 vittorie e 2 secondi posti (1960-1961 e 1962-1963), uscendo sempre sconfitta dagli spareggi-promozione; nell'annata 1961-1962 infatti, il Verbania vince "di misura" il suo girone (48 punti contro i 47 della Cossatese), ma perde lo spareggio-promozione con l'A.C. Chieri, mentre nel 1963-1964 pur vincendo con quattro punti di vantaggio il proprio girone (47 punti), perde lo spareggio con il Cuneo. Ma anche per i verbanesi arriva il giorno della tanto attesa promozione: il 4 luglio 1965 si disputa l'ultimo atto degli spareggi-promozione validi per il salto in Serie D che oppone il Verbania, padrone di casa e favorito, al Ponzone. Acclamato da 3.000 tifosi esultanti e all'attenzione dell'ex ct della Nazionale Italiana Vittorio Pozzo, il Verbania surclassa gli avversari con un netto 3-0 e a soli sei anni dalla rifondazione, raggiunge la "porta del professionismo". Nell'estate del 1965 viene chiamato alla guida della neopromossa squadra l'allenatore Livio Bussi. L'organico a sua disposizione è molto competitivo e con gli ulteriori innesti di Mariani dal Legnano, Pastrello e Calvi, il Verbania domina anche il girone B del campionato di Serie D 1965-1966, staccando di 5 punti la Lilion Snia Varedo, diretta inseguitrice. Così a un solo anno di distanza si ripete la festa: il 22 maggio 1966 infatti, ottenuta la vittoria sul Bolzano per 2-0 e il primato in testa al girone, il Verbania raggiunge la seconda promozione consecutiva, ma in questa occasione, per la prima volta dalla fondazione del "nuovo" club, i biancocerchiati ottengono un posto tra i professionisti.
A partire dalla stagione 1966-1967 il Verbania gioca in Serie C, categoria nella quale militerà per sette stagioni, durante le quali incontrerà squadre dal glorioso passato e dal grande avvenire, quali Como, Cremonese, Novara, Parma, Piacenza, Pro Patria, Reggiana, Treviso, Triestina, Udinese e Venezia. Il periodo dal 1965 al 1973, verrà senz'altro ricordato come il migliore del calcio verbanese. Nel 1967-1968 ottiene un quinto posto e 41 punti (miglior risultato di sempre per il club), con Migliorati a segno 11 volte, Osvaldo Bagnoli in cabina di regia (135 presenze in campionato dal 1969 al 1973) e la grande classe di Ivan Romanzini al servizio della squadra. Bagnoli inizia a studiare da tecnico e nell'estate del 1970 consiglia alla dirigenza un giovane allenatore, uno dei primi profeti della zona applicata al calcio, l'allora trentaquattrenne Giuseppe Marchioro, all'esordio con l'incarico di primo allenatore, dopo le esperienze da vice con Nils Liedholm e Luigi Radice.

### Dagli anni settanta agli anni novanta

Una formazione del Verbania nella stagione 1971-1972

Nella stagione 1970-1971 il Verbania ottiene una tranquilla salvezza e il 14º posto nel proprio girone (con all'attivo ben 17 pareggi); l'anno seguente la rosa viene rinforzata su indicazioni di Marchioro con giovani di valore, molti dei quali destinati a carriere fruttuose in Serie A e Serie B, che trascinano il Verbania al 6º posto finale nel girone di competenza. Tra i protagonisti ci sono Roberto Salvadori (poi vincitore di uno scudetto con il Torino), Mario Guidetti (la cui carriera continuerà a Vicenza, Napoli e Verona), Egidio Calloni (in prestito dal Varese, poi militante al Milan e al Palermo) che quell'anno collezionerà 38 presenze e 15 reti, Cesare Butti (futuro giocatore di Cagliari e Torino), Crugnola, Perego, Fusaro (futuro Varese) e Adelmo Paris (Bologna).
Nell'estate del 1972 Marchioro lascia il Verbania per passare all'Alessandria e porta con sé Salvadori, mentre Calloni chiude il periodo di prestito tornando a Varese e Guidetti si trasferisce al Piacenza. La stagione 1972-1973 vedrà i biancocerchiati scarsamente prestanti e si concluderà con la retrocessione in Serie D: il 17 giugno 1973 il Verbania si congeda dalla Serie C allo Stadio dei Pini perdendo contro il Parma, che grazie a tale risultato si garantisce la promozione in Serie B. Al termine dell'annata Osvaldo Bagnoli, ormai trentottenne, lascia il calcio giocato e inizia la sua carriera di allenatore con la Solbiatese, mentre il diciannovenne Adelmo Paris inizia la sua lunga militanza al Bologna.
Sul finire della prima metà degli anni 1970 a rendere ancora più difficoltosa l'attività del club interviene l'onerosa situazione debitoria, che contribuisce allo scarso rendimento del Verbania nella stagione 1973-1974, ove inanella la seconda retrocessione di fila.
Per molti anni resterà nel campionato Promozione, dove raccoglierà solo tre 4° posti (1978-1979, 1982-1983 e 1983-1984).
Nell'estate del 1986 la famiglia Tamboloni acquista il Verbania e Carlo Pedroli torna a fare il Team Manager. In panchina siede Cesare Butti e puntando alla promozione si costruisce una squadra molto competitiva che rimarrà nei cuori degli sportivi verbanesi: Galliera (Sacchi), Madaschi, Peviani, Gaiardelli, Borrè, Boni (Volpi), Trepiccioni (Scodellaro), Paris, Mambretti, Zurini, Chiadini. La squadra vince il campionato ma perderà poi gli spareggi promozione contro Valenzana e Ivrea. Nella stagione 1987-1988 raggiunge il 2º posto in classifica di Promozione e ottiene l'ammissione per meriti sportivi al campionato Interregionale, anche grazie al contributo di Carmel Busuttil (20 gare e 8 reti), centravanti maltese che ha collezionato 111 presenze e 23 reti con la sua nazionale (proclamato miglior giocatore maltese degli ultimi 100 anni), unita all'esperienza del centrocampista Adelmo Paris, che proprio quell'anno concluderà la sua carriera da giocatore, vicino a casa, là dove aveva iniziato; Paris in tre stagioni con il Verbania totalizzerà 70 presenze in campionato, siglando nove reti (tutte su rigore).
La stagione 1989-1990 sarà la prima di Paris da allenatore, a fine stagione otterrà un modesto 11º posto (Adelmo Paris vanta 159 presenze alla guida del Verbania).
Nel 1991 il club retrocede in Eccellenza. Nel decennio seguente, la proprietà del Verbania continua a mutare e la squadra fa la spola tra Eccellenza e CND.
Nel 1995 la società celebra il proprio cinquantennale di attività (ponendo come anno di inizio il 1945) con una festa e la pubblicazione di un libro storico scritto da Enzo Tipaldi.

### Dagli anni duemila agli anni duemiladieci
Nella stagione 2000-2001 la società viene penalizzata di 6 punti per un'irregolarità sul tesseramento di Luigi Dipasquale, risultato in seguito legato da un contratto al club inglese del West Bromwich Albion. Nella stagione 2005-2006 la società fallisce piegata da anni di problemi di carattere economico e, nonostante gli sforzi di giocatori e componenti dello staff, arriva anche la retrocessione in Promozione che non avveniva da 18 anni. Il 1º agosto 2006, nel comunicato ufficiale nº 25 pubblicato a Roma dalla FIGC, il commissario straordinario Guido Rossi delibera in favore della nuova società costituita.
Durante la stagione 2008-09 il Verbania, per volontà della proprietà, decide di considerare il 1959 quale proprio anno di fondazione, inserendone il riferimento nel logo sociale e organizzando nuovamente una celebrazione per il cinquantennale di esistenza: alla festa prendono parte alcune "vecchie glorie" del club come Osvaldo Bagnoli, Giuseppe Marchioro e Renato Villa; in tale occasione si provvede a rinominare lo Stadio dei Pini alla memoria di Carlo Pedroli, storico direttore sportivo e figura chiave della storia del Verbania. Nel 2011 l'anno 1959 viene finanche inserito nella ragione sociale. La scelta è tuttavia foriera di polemiche, ché alcuni soggetti storicamente legati al Verbania (su tutti lo storico patron Luigi Pedretti) la definiscono "falso storico".
La stagione successiva, dal punto di vista agonistico, registra un eccellente rendimento della squadra allenata da Boldini, unica imbattuta in Italia sulle 1662 partecipanti ai campionati compresi tra la Serie A e la Promozione regionale, avendo inanellato 25 vittorie e 12 pareggi nei 37 incontri ufficiali del 2009 (con 83 reti fatte e 31 subite). Il Verbania conclude pertanto il girone di andata della stagione 2009-2010 da campione d'inverno del girone A del campionato di Promozione Piemonte-Valle d'Aosta (con 33 punti, frutto di 9 vittorie e 6 pareggi). Il record di imbattibilità del Verbania resisterà sino al 28 febbraio 2010, quando il Real Cureggio prevale per 2-1 sulla squadra di Boldini, che si ferma pertanto a 46 risultati utili consecutivi (compresi i 6 incontri in Coppa Italia Dilettanti), dei quali 32 vittorie e 14 pareggi.
Il 9 maggio 2010 il Verbania conquista per la prima volta la fase di Promozione della Coppa Italia Regionale sul campo neutro di Borgaro Torinese, battendo 3-2 ai calci di rigore il Sommariva Perno (con una grande prestazione del portiere Daniele Nazzaro, che segna il quinto rigore del Verbania e poi para il rigore decisivo a Libertazzi). In campionato la squadra di Boldini chiude al secondo posto, dopo un'emozionante testa a testa con il Real Cureggio, che infine prevale per un solo punto e ottiene il passaggio di categoria. In quanto vincitrice della Coppa Italia, il Verbania viene posizionato in testa alla classifica dei ripescaggi e ottiene comunque la promozione in Eccellenza.
Il 13 maggio 2012, a seguito del pareggio contro il Borgaro, il Verbania festeggia il ritorno in Serie D a 9 anni di distanza dall'ultima partecipazione, vincendo anche la Coppa Italia di Eccellenza Piemonte, la Supercoppa Piemonte e arrivando alla semifinale in Coppa Italia Dilettanti.
Verso il 2013 il Verbania inizia a vivere ulteriori crisi societarie: le stagioni 2013-2014 e 2014-2015 si risolvono in rovinose retrocessioni dalla Serie D fino alla Promozione, laddove il club (in difficoltà finanche a sostenere le spese di gestione corrente) subisce la diaspora dei propri tesserati di maggior talento e si trova costretto a schierare giocatori prelevati dalle giovanili. In questo contesto risulta emblematica la partita del campionato di Eccellenza del 15 marzo 2015, ove il Verbania viene sconfitto dal Gozzano per 11-1.
A fronte del disfacimento societario, nell'estate del 2015 gran parte del settore giovanile si scinde e forma il club autonomo Associazione Sportiva Dilettantistica Accademia Calcio Verbania. Al contempo l'amministrazione comunale di Verbania revoca la concessione di uso dello stadio Carlo Pedroli alla squadra, che si trasferisce al campo sportivo di Ornavasso.
Risoltasi anche la stagione 2015-2016 con un'altra retrocessione (in Prima Categoria), il Verbania decide di non iscriversi al successivo campionato federale, sciogliendosi di fatto: onde continuare a beneficiare dei crediti di formazione dei calciatori viene però mantenuta in essere l'affiliazione alla FIGC, che sarà poi revocata per quiescenza nel mese di marzo 2018.

### L'avvento dell'ASDC Verbania
Nell'estate del 2016 torna dunque in campo Luigi Pedretti (già presidente biancocerchiato dal 1995 al 1998), che rileva da Giuseppe D'Onofrio la presidenza dell'Associazione Sportiva Dilettantistica Calcio Virtus Verbania (società fondata negli anni 1970 a San Maurizio d'Opaglio con l'appellativo Virtus Cusio, che aveva trasferito il proprio campo casalingo a Verbania e quindi mutato denominazione nel 2015), neopromossa in Serie D dopo aver vinto il girone A di Eccellenza Piemonte-Valle d'Aosta 2015-2016 e a sua volta versante in difficoltà economiche e gestionali. Proponendosi come continuatrice della tradizione sportiva del vecchio Verbania Calcio (dal quale comunque era del tutto distinta e indipendente), la Virtus cambia denominazione in Associazione Sportiva Dilettantistica Calcio Verbania e si iscrive regolarmente alla quarta serie. A guidare la squadra arriva Giampiero Erbetta, a sua volta fautore determinante dell'intervento di Pedretti.
Il precampionato 2016 è segnato da una querelle in merito all'usufrutto dello stadio Carlo Pedroli, che viene richiesto oltre che dai biancocerchiati da tre ulteriori sodalizi minori basati in città: Inter Farmaci Verbania, Sinergy Verbania e Accademia Calcio Verbania (con quest'ultima che, in particolare, aveva rifiutato un anno prima di "sottoporsi" alla Virtus Verbania). Data la situazione il club di Pedretti, paventando il rischio di sovraimpiego dell'impianto e compromissione della tenuta del terreno di gioco, minaccia finanche di non formalizzare l'iscrizione alla Serie D (eventualità poi scongiurata dal trasferimento dell'Inter Farmaci allo stadio di Gravellona Toce). La distensione tra club e municipio arriva poi il 4 settembre, allorché Luigi Pedretti e il sindaco in carica Silvia Marchionini si incontrano a margine della gara di debutto in campionato.
In campionato l'ASDC Verbania, pur mostrando complessivamente un buon gioco si colloca stabilmente nella parte medio-bassa della classifica: il 2 aprile, a seguito della sconfitta esterna contro la Bustese, il tecnico Erbetta viene esonerato e sostituito da Silvio Paolucci, che non riesce a evitare la retrocessione in Eccellenza, sancita il 21 maggio a seguito della sconfitta nei play-out contro la Varesina.

### L'anno dei "due Verbania"
A fine stagione Luigi Pedretti annuncia le dimissioni dalla presidenza dell'ASDC Verbania e il suo disimpegno dalla compagine societaria: a giugno il club si accorda con la Sinergy Verbania (squadra minore cittadina, appena retrocessa dalla Promozione regionale alla Prima categoria) per unire le forze sotto i colori biancocerchiati e ripartire dal campionato di Eccellenza Piemonte.
Frattanto si muove anche un'altra squadra minore cittadina, l'A.S.D. Inter Farmaci (di proprietà dell'omonima azienda cittadina, appena promossa dalla Prima categoria alla Promozione piemontese-valdostana), la quale si accorda con il titolare dello storico e inattivo Verbania 1959 Enrico Montani per usufruire del relativo marchio e dei colori biancocerchiati, mutando quindi denominazione in Associazione Sportiva Dilettantistica Città di Verbania.
In virtù di ciò, al via del campionato 2017-2018 si presentano due squadre adottanti il nome Verbania e i colori biancocerchiati, entrambe intenzionate a rivendicare in esclusiva il titolo di prima squadra cittadina e legittima erede della tradizione sportiva risalente al 1959: in Eccellenza vi è infatti l'A.S.D.C. Verbania (passato da Pedretti - che rimane presidente onorario - al gruppo ex-Sinergy), mentre in Promozione milita l'A.S.D. Città di Verbania (espressione del gruppo Inter Farmaci e forte dell'usufrutto del marchio dell'inattivo Verbania 1959). La convivenza tra i due club si rivela problematica, con reciproche accuse di illegittimità nell'utilizzo dei colori biancocerchiati e dei riferimenti al Verbania "storico", e spacca in due la tifoseria verbanese, con i gruppi ultras "storici" che si accodano al Città di Verbania, mentre accanto all'A.S.D.C. spuntano dei collettivi fondati ex-novo.
Sul piano sportivo l'A.S.D.C. Verbania (guidato fino a dicembre da Alessandro Ferrero, quindi da Roberto Frino) disputa una stagione interlocutoria, non riuscendo a risalire in Serie D, mentre il Città di Verbania (con in panchina il tecnico Antonio Talarico) domina il proprio girone in Promozione, accedendo in anticipo sulla fine della regular season all'Eccellenza.

### Di nuovo un solo Verbania
La prospettiva di una "stracittadina" in Eccellenza tra i due sodalizi biancocerchiati svanisce tuttavia nell'estate 2018, allorché il Città di Verbania, che già dagli ultimi mesi di campionato aveva palesato difficoltà economiche (tradottesi in ritardi nel pagamento di varie pendenze), cessa l'attività e non si iscrive al campionato 2018-2019; pochi mesi dopo, nel febbraio 2019, anche la società controllante Inter Farmaci Italia dichiara fallimento. Ciò de facto lascia mano libera all'A.S.D.C. Verbania nel rivendicare la continuità con la tradizione sportiva biancocerchiata.
La squadra, affidata nuovamente al tecnico Roberto Frino, primeggia nel proprio girone di Eccellenza, ottenendo la promozione in Serie D con una giornata di anticipo sulla conclusione della stagione regolare. L'anno seguente la stagione vede i biancocerchiati confinati alle retrovie e infine retrocessi a seguito del blocco dei campionati decretato a causa dello scoppio della pandemia da COVID-19. Le successive due annate in Eccellenza vedono il Verbania lontano dalle posizioni di vertice: la stagione 2020-2021 termina al settimo posto in Eccellenza, mentre nel 2021-2022 si rischia finanche la retrocessione in Promozione, sventata solo ai play-out. A settembre 2021 viene annunciato il cambio nominativo in ‘Associazione Sportiva Dilettantistica Verbania Calcio’.
La stagione 2022-2023 vede il Verbania salvarsi raggiungendo la dodicesima posizione in classifica nel campionato di Eccellenza. La stagione successiva vede ai nastri di partenza un Verbania quasi completamente rinnovato, con una rosa composta per la gran parte da ragazzi di Verbania. Guidati da mister Cristian Nicolini i biancocerchiati concludono il campionato al 10º posto, dopo aver a lungo lottato per un piazzamento in zona playoff. La stagione 2023-2024 segna anche un’importante passaggio a livello dirigenziale con l’avvento dell’imprenditore verbanese Andrea Piazza come nuovo proprietario e presidente.

## Colori e simboli

### Colori

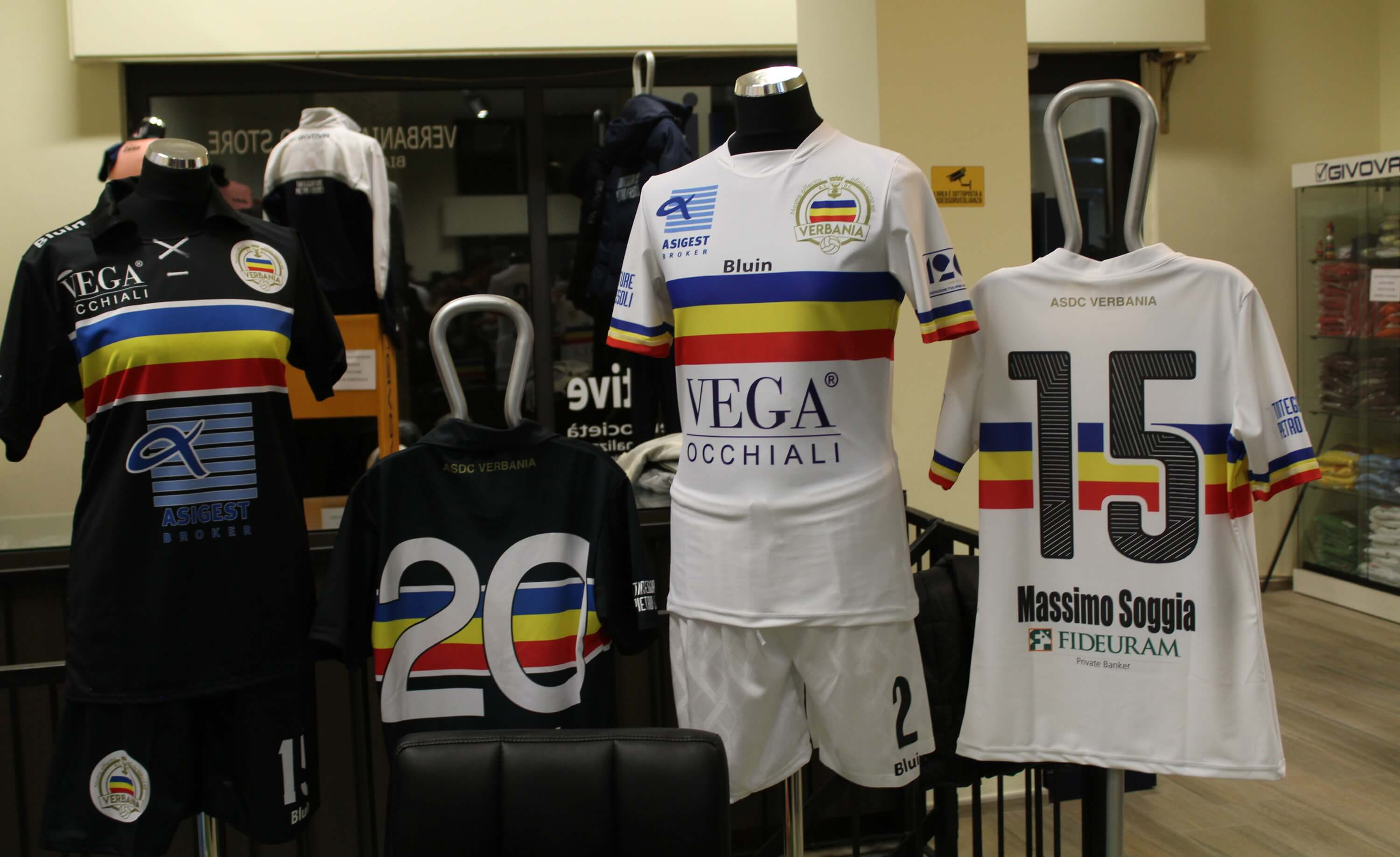
Maglie del Verbania nella stagione 2018-2019

Dopo aver giocato le prime partite della sua storia in maglia grigia, già nel 1959 (su suggerimento del magazziniere Piero Ferrari) il Verbania adottò congiuntamente i colori delle maglie dei due club antesignani: il giallo-blu (a strisce orizzontali) del Libertas Pallanza e il rosso-bianco del Verbania Sportiva (che a sua volta, negli ultimi anni di esistenza, aveva adottato anche il blu come tinta identificativa).
Ne risultò una maglietta bianca cinta all'altezza del medio torso (sotto l'attaccatura delle maniche) da una fascia tricolore blu-giallo-rossa, che diede origine al nomignolo biancocerchiati attribuito ai giocatori. Di norma la stessa fascia tricolore decora anche gli orli e/o i profili della casacca e/o dei calzoncini, a loro volta candidi, al pari dei calzettoni. A tal proposito è interessante notare che il gonfalone cittadino, ai sensi dello statuto comunale di Verbania, dovrebbe a sua volta adottare siffatto schema policromo (all'atto pratico il drappo si presenta tuttavia solo di colore azzurro).
In taluni casi la fascia è apparsa solo sul ventre delle casacche, lasciando libero il dorso e facendo così "venire meno" la "cerchiatura"; la stessa fascia presenta talora un maggiore spessore e una posizione più rialzata verso il petto. Raramente è poi anche capitato che il tricolore venisse declinato in una banda verticale.
La casacca da trasferta presenta di norma anch'essa la "cerchiatura" blu-giallo-rossa, la quale si abbina tuttavia a una differente tinta dominante: per esempio nera (a sua volta colore sociale dell'Intra, antenato del Verbania Sportiva, attorno al 1936), blu o anche gialla.
| Manica sinistra · Manica sinistra · Maglietta · Maglietta · Manica destra · Manica destra · Pantaloncini · Calzettoni |
| Libertas Pallanza |

| Manica sinistra · Maglietta · Manica destra · Pantaloncini · Calzettoni |
| Verbania Sportiva                                                       |

| Manica sinistra · Maglietta · Maglietta · Manica destra · Pantaloncini · Calzettoni |
| Verbania                                                                            |

### Simboli ufficiali
Stemma
La più antica versione dello stemma sociale di cui si abbia notizia è costituita da una corona circolare aurea dai bordi azzurri, il cui spazio interno è attraversato trasversalmente da una banda orizzontale blu, gialla e rossa, con tre strisce di eguale spessore. Nella corona è inscritta per esteso la denominazione sociale Società Sportiva Verbania.
Da tale soluzione sono state poi ricavate praticamente tutte le versioni successive dello stemma.
Nel 2008, con la decisione di fare partire la storia sociale dal 1959 (anziché dagli anni 1940), l'emblema viene restilizzato con corona circolare bianca e bordure auree; al centro della fascia tricolore viene applicato un pallone da calcio "vecchio stile" (con struttura a dodici rettangoli cuciti) color bianco e oro, mentre la nuova denominazione Verbania 1959 viene inscritta nella corona di cornice a caratteri stampatelli dorati.
Il club ha adottato anche due versioni alternativa dello stemma sopradetto. Una ne ricalca in toto le forme, con l'unica differenza di recare la corona circolare azzurra e le epigrafi bianche. L'altra invece se ne distacca più nettamente: il cerchio ha un singolo bordo aureo (privo quindi della corona circolare), mentre la fascia tricolore centrale è assottigliata e reca le bande separate da esili linee dorate; la ragione sociale Verbania 1959 è apposta all'interno del cerchio bianco, parallelamente alla fascia blu-giallo-rossa.
Nel 2016 l'A.S.D.C. Verbania si è rifatto al predetto modello: il pallone da calcio è stato spostato nella parte bassa dell'insieme, a cavallo della corona circolare, mentre la nuova ragione sociale è stata inscritta integralmente nella parte alta della corona medesima, con un carattere tipografico differente da quello tradizionale. Nel 2018 è subentrato un nuovo logo: il toponimo cittadino viene inscritto con grande evidenza in un cartiglio sovrapposto alla parte bassa del cerchio; nella parte alta viene invece inserito lo stemma araldico comunale.
Nel 2017-2018, dopo avere ottenuto la concessione del marchio dal vecchio Verbania calcio, l'effimero A.S.D. Città di Verbania ha riadottato un identificativo quasi identico allo stemma storico: le modifiche consistono nell'assenza di riferimenti all'anno 1959 (sostituito dalla dicitura ASD) e nella presenza della parola Città di in capo all'insieme.
Fino circa agli anni 1990 lo stemma sociale non appariva sulle maglie; in alcuni casi su di esse veniva bensì ricamato lo scudo araldico della città di Verbania.

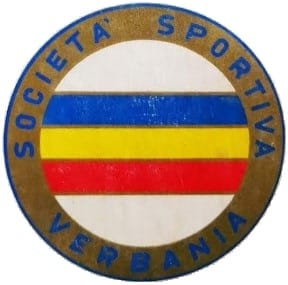
Uno dei primi stemmi sociali
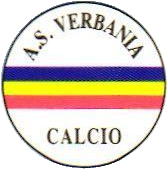
Seconda versione
Lo stemma del club adottato nel 2008
Versione alternativa dello stemma 2008
Versione alternativa dello stemma 2008
Stemma adottato dal 2016 al 2018 dall'ASDC Verbania
Stemma adottato nel 2017-2018 dall'ASD Città di Verbania

## Strutture

### Stadio

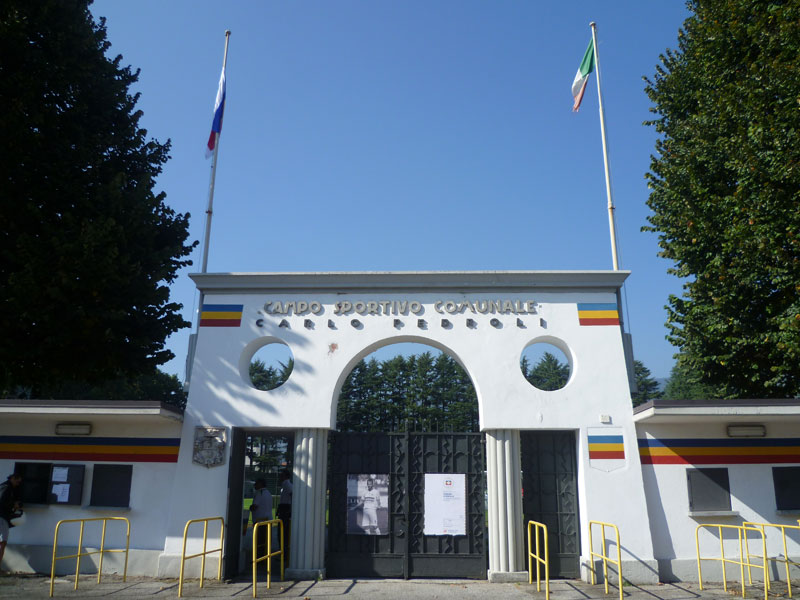
Ingresso principale dello stadio Carlo Pedroli.

Fin dalla fondazione il Verbania gioca le proprie partite casalinghe allo stadio Carlo Pedroli, ubicato nella frazione di Intra (in località Renco).
Recependo una sollecitazione del CONI (che negli anni 1930 perseguiva progetti di ammodernamento e miglioramento delle infrastrutture sportive a livello nazionale), il podestà di Intra Riccardo Lucini ne decise la costruzione su di un'ampia area verde ubicata tra la frazione di Renco e il cimitero di Intra. Superate le resistenze dei proprietari dei terreni e di parte dell'opinione pubblica cittadina (che riteneva più utile destinare l'area a usi residenziali e proponeva di costruire il nuovo stadio lungo l'argine destro del torrente San Bernardino), il prefetto di Verbania diede mano libera a Lucini, che poté rogare una delibera di acquisto del terreno in data 8 febbraio 1930. Il progetto venne affidato all'architetto milanese Paolo Vietti Violi (già autore delle coeve tribune degli stadi di Milano e Genova, nonché di alcuni famosi ippodromi italiani) e i lavori, appaltati all'impresa Carlo Girolzini, partirono nel giro di poche settimane: il terreno venne completamente spianato (con l'asportazione di circa 33500 m³ di terra. Ne risultò un impianto a vocazione unicamente calcistica, con due tribune laterali ("ovest" coperta ed "est" scoperta) in calcestruzzo, direttamente affacciate sul rettangolo di gioco.
L'impianto, battezzato stadio del Littorio, fu inaugurato il 13 novembre 1932 alla presenza del gerarca Renato Ricci: la partita inaugurale, valida per la Prima Divisione, vide l'Intra battere per 2-0 il Monza.
Ribattezzato campo sportivo comunale o "stadio dei Pini" nel secondo dopoguerra, venne adottato come campo casalingo del Verbania Sportiva fino al 1959, anno di costituzione del Verbania "unificato". Durante il periodo di militanza dei biancocerchiati in Serie C la capienza dell'impianto venne ampliata con l'installazioni di tribune supplementari e una "curva" (costruite in tubolari ferrei), che vennero poi rimosse nei primi anni 1980.
L'intitolazione cambiò nuovamente nel 2009, allorché la giunta comunale di Verbania deliberò di associare allo stadio il nome di Carlo Pedroli, cofondatore e storico dirigente del club biancocerchiato.
Lo stadio, più volte ristrutturato nel corso dei decenni (da ultimo negli anni 2010) dispone pertanto di 3 000 posti a sedere, alcuni dei quali coperti e dotati di seggiolini; il terreno di gioco, in erba mista naturale e sintetica, misura 108 × 68,5 m. L'illuminazione notturna è assicurata da due gruppi luminosi montati su tralicci metallici posti ai lati della tribuna principale.

### Centro di allenamento
Il Verbania svolgeva i propri allenamenti al campo sportivo di Santino, frazione di San Bernardino Verbano.

## Società

### Organigramma societario
Aggiornato all'11 agosto 2020
- Luigi Pedretti - presidente onorario
- Giancarlo Pizzardi - presidente
- Vito Del Fiore - vicepresidente
- Marco Magni e Maurilio Savoldi - coordinatori operativi settore giovanile e prima squadra
- Massimiliano Scotto - direttore sportivo
- Claudio Giavani - direttore tecnico
- Cristian Cavalli - consigliere
- Vincenzo Cinque - consigliere
- Fabio Degiovannini - consigliere
- Cesare Fighetti - consigliere
- Roberto Lotto - consigliere
- Graziano Pavesi - consigliere
- Pierangelo Signorini - consigliere
- Paolo Sulas - consigliere
- Massimiliano Violi - consigliere
- Marco Zacchera - consigliere
- Pierangelo Signorini - segretario

### Sponsor
| Cronologia degli sponsor tecnici - fino al 2009 ... - 2009-2011 Acerbis - 2011-2012 Puma - 2012-2013 Acerbis - 2013-2014 Givova - 2014-2016 Acerbis - 2016-2017 Givova - 2017-2018 A.S.D.C. Verbania: Givova A.S.D. Città di Verbania: Joma - 2018- Bluin |

### Settore giovanile
Il Verbania "storico" aveva un proprio settore giovanile con squadre che andavano dagli allievi ai pulcini; il maggior successo delle giovanili biancocerchiate è costituito dalla vittoria nel Campionato Nazionale Dante Berretti 1970-1971.
Nell'estate del 2015 il settore giovanile si è separato dalla società e si è costituito nel club autonomo Associazione Sportiva Dilettantistica Accademia Calcio Verbania, basato a Possaccio, che al netto di alcune collaborazioni con le altre società cittadine (ivi comprese quelle postesi in continuità con il Verbania "storico") mantiene totale autonomia gestionale.
A seguito della rifondazione del 2016 l'A.S.D.C. Verbania gestisce in proprio la sola formazione Juniores.

## Allenatori e presidenti
Di seguito la cronologia degli allenatori e dei presidenti.
- 1959-1964  Ferruccio Azzarini
- 1964-1965  Angelo Turconi
- 1965-1967  Livio Bussi
- 1967-1968  Aldo Foglio
- 1968-1969  Angelo Turconi
- 1969-1970  Franco Pedroni
- 1970-1972  Giuseppe Marchioro
- 1972-1973  Luciano Magistrelli
- 1973-1974  Carlo Manfredda (1ª-23ª)
 Oscar Gattico (24ª-34ª)
- 1974-1975  Oscar Gattico
- 1975-1976  Paolo Righi (1ª)
 Ferruccio Azzarini (2ª-30ª)
- 1976-1977  Ferruccio Azzarini (1ª-9ª)
 Enrico Bernocchi (10ª-30ª)
- 1977-1978  Enrico Bernocchi (1ª-11ª)
 Luciano Covre (12ª-30ª)
- 1978-1979  Giovanni Sacchi
- 1979-1980  Oscar Gattico
- 1980-1981  Luciano Covre
- 1981-1982  Luciano Covre (1ª-8ª)
 Achille Fellini (9ª-30ª)
- 1982-1983  Vittorino Calloni
- 1983-1984  Achille Fellini
- 1984-1985  Achille Fellini (1ª-24ª)
 Stefano Zaniboni (25ª-30ª)
- 1985-1986  Stefano Zaniboni (1ª-8ª)
 Adelio Crespi (9ª-30ª)
- 1986-1988  Cesare Butti
- 1988-1989  Luciano Covre (1ª-10ª)
 Adelmo Paris (11ª-34ª)
- 1989-1992  Adelmo Paris
- 1992-1994  Mario Guidetti
- 1994-1995  Adelmo Paris (1ª-8ª)
 Marcello Grandi (9ª-30ª)
- 1995-1998  Giampiero Erbetta
- 1998-1999  Giampiero Erbetta (1ª-11ª)
 Rinaldo Piraccini (12ª-34ª)
- 1999-2001  Angelo Seveso
- 2001-2002  Camillo Bugnolo
- 2002-2003  Pedro Pasculli (1ª-17ª)
 Archimede Graziani (17ª-34ª e play-out)
- 2003-2004  Antonello Foti (1ª)
 Adelmo Paris (2ª-30ª)
- 2004-2005  Tino Groppi (1ª-5ª)
 Moreno Ferrario (6ª-30ª e play-out)
- 2005-2006  Tiziano Tinelli (1ª)
 Massimo Lisa (2ª-17ª)
 Massimo Trischetti (18ª-30ª)
- 2006-2007  Domenico Ferrante
- 2007-2008  Domenico Ferrante (1ª-5ª)
 Rinaldo Piraccini (6ª-30ª)
- 2008-2009  Rinaldo Piraccini (1ª-6ª)
 Giancarlo Boldini (7ª-30ª)
- 2009-2011  Giancarlo Boldini
- 2011-2012  Emiliano Bigica
- 2012-2013  Fabio Nisticò (1ª-13ª)
 Alessandro Oliva (14ª-34ª)
- 2013-2015  Alessandro Oliva
- 2015-2016  Francesco Bigi (1ª-12ª)
 Walter Ghetti (13ª-14ª)
 Alberto Castiglioni (15ª-30ª)
- 2016-2017  Giampiero Erbetta (1ª-29ª)
 Silvio Paolucci (30ª-34ª e play-out)
- 2017-2018
A.S.D.C. Verbania:  Alessandro Ferrero (1ª-16ª)
 Roberto Frino (17ª-34ª)
A.S.D. Città di Verbania:  Antonio Talarico
- 2018-2019  Roberto Frino
- 2019-2020  Sergio Galeazzi (1ª-15ª)
 Domenico Vono (16ª)
 Corrado Cotta (17ª-23ª)
 Luca Porcu (24ª)
- 2020-2022  Luca Porcu
- 2022-2023  Alessandro Oliva
- 2023-2024  Cristian Nicolini
- 2024-2025  Cristian Nicolini (1ª-7ª)
 Luca Magni (8ª-)

- 1959-1960  Gianni Meierhofer
 Remo Cova
- 1960-1967  Remo Cova
- 1967-1968  Vittorio Borroni
- 1968-1971  Emilio Quarestani
- 1971-1972  Emilio Carganico
- 1972-1976  Vittorio Borroni
- 1976-1977  Angelo Sacco
- 1977-1978  Andrea Scaringelli
- 1978-1979  Enzo Villani
- 1979-1980  Luigi Fratton
- 1980-1981  Andrea Scaringelli
- 1981-1986  Dino Ronchi
- 1986-1992  Emilia Podestà Tamboloni
- 1992-1994  Pierangelo Colombo
- 1994-1995  Giuliano Ponchio
- 1995-1998  Luigi Pedretti
- 1998-1999  Giuseppe Resta
- 1999-2001  Marco Marzano
- 2001-2003  Carlo Gasparini
- 2003-2004  Nunzio Gambino
- 2004-2005  Mario Miccichè
- 2005-2006  Urbano Grasso
- 2006-2009  Vincenzo Cinque
- 2009-2010  Enrico Montani
 Francesca Pangallo
- 2010-2013  Francesca Pangallo
- 2013-2015  Enrico Montani
- 2015-2016  Massimo Inserra
- 2016-2017  Luigi Pedretti
- 2017-2018

A.S.D.C. Verbania:  Giancarlo Pizzardi
A.S.D. Città di Verbania:  Federico Petrilli
- 2018-2019  Elio Del Monaco
- 2019-2020  Andrea Fortis
- 2020-2023  Giancarlo Pizzardi
- 2024  Andrea Piazza

## Calciatori

### Hall of Fame
Di seguito l'elenco dei calciatori inseriti nella Hall of Fame del Verbania Calcio. Tra parentesi viene indicato il periodo di militanza in prima squadra. I giocatori contrassegnati con un asterisco (*) hanno fatto parte anche delle giovanili del club.
- Achille Fellini (-)
- Adelmo Paris (1972-1973; 1986-1988)
- Angelo Marforio ()
- Armando Pelfini ()
- Arsenio Sacco ()
- Aurelio Milani (1966-1967)
- Bruno Marconi ()
- Carmel Busuttil (1987-1988)
- Cesare Butti * (1968-1972; 1983-1984)

- Claudio Pellegrini * (1973-1980)
- Egidio Calloni (1971-1972)
- Fausto Belli (1991-1994)
- Ferruccio Azzarini (1945-1946; 1954-1957)
- Germano Giannini ()
- Giacomo Libera (1970-1971)
- Gianfranco Ferraris ()
- Giuseppe Margnini ()
- Ivan Romanzini (1966-1968)

- Luciano Covre ()
- Marco Livorno (1987-1991; 1992-1996)
- Mario Guidetti * (1969-1972)
- Mauro Colla * (1963-1965)
- Oscar Gattico ()
- Osvaldo Bagnoli (1968-1973)
- Paolo Peviani ()
- Roberto Salvadori (1969-1972)
- Rodrigo Gaiardelli ()

### Contributo alle nazionali
L'unico giocatore convocato in una selezione nazionale durante la militanza al Verbania fu il maltese Carmel Busuttil.

## Palmarès

### Competizioni interregionali
- Serie D: 1

1965-1966 (girone B)

### Competizioni regionali
- Eccellenza: 4

1992-1993 (girone A), 1995-1996 (girone A), 2011-2012 (girone A), 2018-2019 (girone A)
- Promozione: 1 [42]

1986-1987 (girone A)
- Prima Categoria: 3

1961-1962 (girone A), 1963-1964 (girone A), 1964-1965 (girone A)
- Supercoppa Piemonte-V.d'A.: 1

2011-2012
- Coppa Italia Dilettanti Piemonte-V.d'A.: 1

2011-2012
- Coppa Italia Promozione Piemonte-V.d'A.: 1

2009-2010

### Competizioni giovanili
- Campionato Nazionale Dante Berretti: 1

1970-1971 (torneo Serie C)

### Altri piazzamenti
- Campionato Nazionale Dilettanti:

Terzo posto: 1997-1998 (girone B)
- Eccellenza:

Secondo posto: 2010-2011 (girone A)
Terzo posto: 1994-1995 (girone A)
- Promozione:

Secondo posto: 1987-1988 (girone A), 2009-2010 (girone A)
- Prima Categoria:

Secondo posto: 1960-1961 (girone A), 1962-1963 (girone A)
- Coppa Italia Promozione Piemonte V.d'A.:

Finalista: 2007-2008
- Coppa Italia Dilettanti:

Semifinalista: 2011-2012

## Statistiche e record

### Partecipazione ai campionati
Campionati nazionali
| Livello | Categoria                       | Partecipazioni | Debutto   | Ultima stagione | Totale |
| ------- | ------------------------------- | -------------- | --------- | --------------- | ------ |
| 3º      | Serie C                         | 7              | 1966-1967 | 1972-1973       | 7      |
| 4º      | Serie D                         | 4              | 1965-1966 | 2019-2020       | 4      |
| 5º      | Campionato Interregionale       | 3              | 1988-1989 | 1990-1991       | 13     |
| 5º      | Campionato Nazionale Dilettanti | 4              | 1993-1994 | 1998-1999       | 13     |
| 5º      | Serie D                         | 6              | 1999-2000 | 2013-2014       | 13     |

Campionati regionali
| Livello | Categoria       | Partecipazioni | Debutto   | Ultima stagione | Totale |
| ------- | --------------- | -------------- | --------- | --------------- | ------ |
| I       | Eccellenza      | 17             | 1991-1992 | 2024-2025       | 37     |
| I       | Promozione      | 14             | 1974-1975 | 1987-1988       | 37     |
| I       | Prima Categoria | 6              | 1959-1960 | 1964-1965       | 37     |
| II      | Promozione      | 5              | 2006-2007 | 2015-2016       | 5      |

### Partecipazione alle coppe
| Competizione                    | Partecipazioni | Debutto   | Ultima stagione | Totale |
| ------------------------------- | -------------- | --------- | --------------- | ------ |
| Coppa Italia Semiprofessionisti | 1              | 1972-1973 | 1972-1973       | 1      |
| Coppa Italia Serie D            | 8              | 1999-2000 | 2019-2020       | 8      |
| Coppa Italia Dilettanti         | 1              | 2011-2012 | 2011-2012       | 1      |

### Statistiche di squadra
Nelle 7 stagioni di militanza in Serie C (costituenti il livello agonistico più elevato mai raggiunto dai biancocerchiati) il Verbania ha disputato complessivamente 262 partite di campionato, ottenendo 73 vittorie, 92 pareggi e 97 sconfitte, marcando 199 reti e subendone 238, con complessivi 238 punti guadagnati.

### Statistiche individuali
| Record di presenze - 434 Achille Fellini (1959-1982) - 375 Angelo Marforio (1964-1980) - 275 Rodrigo Gaiardelli (1982-1993) - 245 Emanuele Baldo (?-2012) - 238 Arsenio Sacco (1959-1969) - 225 Bruno Maconi (1962-1970) - 224 Fausto Cavallini (1974-1986) - 220 Alberto Borrè (1981-1991) - 210 Simone Blaseotto (1996-2006) - 210 Gianfranco Ferraris (1960-1968) | Record di reti - 72 Marco Livorno (1956-1973) - 52 Fausto Belli (1991-1994) - 50 Giuseppe Margnini (1962-1969) - 42 Rodrigo Gaiardelli (1982-1993) - 39 Pierluigi Gini (1964-1972) - 38 Domenico Puzzello (2006-2010) - 37 Giuseppe Mosca (1988-1991) - 34 Alessandro Cardoletti (1959-1965) - 34 Bruno Pastrello (1962-1964, 1965-1966) - 33 Binotti (1960-1962) |

## Tifoseria

### Storia
Il movimento ultras del Verbania ha origine nel 1983, anno a partire dal quale si costituiscono le fazioni Viking Korps, Gioventù Biancocerchiata, Bad Boys e infine (dieci anni dopo) Vecchia Guardia. Quest'ultimo gruppo si rivela il più longevo, sciogliendosi nei primi anni 2000 (lo striscione di rappresentanza verrà tuttavia reimpiegato nel 2008 in occasione della finale di Coppa Italia di Promozione regionale).
Il tifo verbanese resta quindi privo di una compagine organizzata fino al 2011, anno in cui si costituisce la sigla Q.I.B. '83 (Quelli In Buzza), seguita un anno dopo dal collettivo Brutte Abitudini (fondato da esponenti ex Vecchia Guardia). L'esperienza è tuttavia effimera: complici le limitazioni e i provvedimenti di Daspo irrogati a vari aderenti, nel 2013 gli ultras di ambedue i gruppi sospendono l'attività di sostegno agonistico.
Le difficoltà accusate dal Verbania tra il 2013 e il 2016 (con la tripla retrocessione consecutiva dall'Eccellenza alla Prima Categoria) causano un ulteriore scollamento tra la squadra e i tifosi, i quali accusano i proprietari succedutisi in tale periodo di avere usato il nome del club per il proprio tornaconto personale. Analoga freddezza suscita nel 2015 il trasferimento da San Maurizio d'Opaglio della Virtus Cusio, poi ridenominata Virtus Verbania e infine (a seguito del ritiro del vecchio sodalizio biancocerchiato dalla Prima Categoria, nell'estate 2016) ASDC Verbania: nel corso di questi due anni appaiono a più riprese in città striscioni polemici nei confronti della dirigenza del nuovo soggetto societario, accusato di volersi "impossessare" della tradizione e dei colori verbanesi. Da ultimo, in un comunicato diramato agli organi di informazione il 1º agosto 2016, la tifoseria dichiarò la propria indifferenza dall'ASDC. Proprio in chiave "anti ASDC" nel 2017 Vecchia Guardia e Quelli in Buzza appoggiarono fin da subito il progetto del Città di Verbania, naufragato tuttavia nel giro di una sola stagione.
Nel 2018 si registra la nascita di un nuovo gruppo di ispirazione ultras, gli Ultras Verbania Biancocerchiati, che dichiarano fin da subito la loro fedeltà verso il Verbania "ex Virtus".

### Gemellaggi e rivalità
La tifoseria biancocerchiata non intrattiene gemellaggi, ma intrattiene buoni rapporti con i collettivi di Derthona, Novara e Varese. Vengono invece considerate tifoserie rivali quelle di Juventus Domo, Borgomanero e Biellese.